# Зброя для найму (фільм)
«Зброя для найму» (англ. «This Gun for Hire») — американський кінофільм 1942 року режисера Френка Таттла. У головних ролях — Роберт Престон та Вероніка Лейк.

## Сюжет
Філіп Рейвен — вбивця за наймом, добрий до дітей та маленьких звірят. Він отримує замовлення на вбивство працівника хімічної компанії. Посередник розраховується фальшивими купюрами. Поліція починає пошуки. Філіп опиняється у дуже складній ситуації. Щоб виплутатися з неї, Філіп шукає посередника Ґейтса. Вбивство виявляється пов'язаним із шпигунством. Рейвену приходить на допомогу молода акторка, що працює на контррозвідку…

## У ролях
- Роберт Престон — Майкл Крейн
- Вероніка Лейк — Еллєн Ґрехем
- Лейрд Креґар — Виллард Ґейтс
- Алан Ледд — Філіп Рейвен
- Таллі Маршалл — Елвін Брюстер
- Марк Лоуренс — Томмі
- Памела Блейк — Енні
- Френк Ферґюсон — Альберт Бейкер
- Патриція Фарр — Рубі
- Клем Біванс — Скіссор Ґріндер